# Ivo Viktor

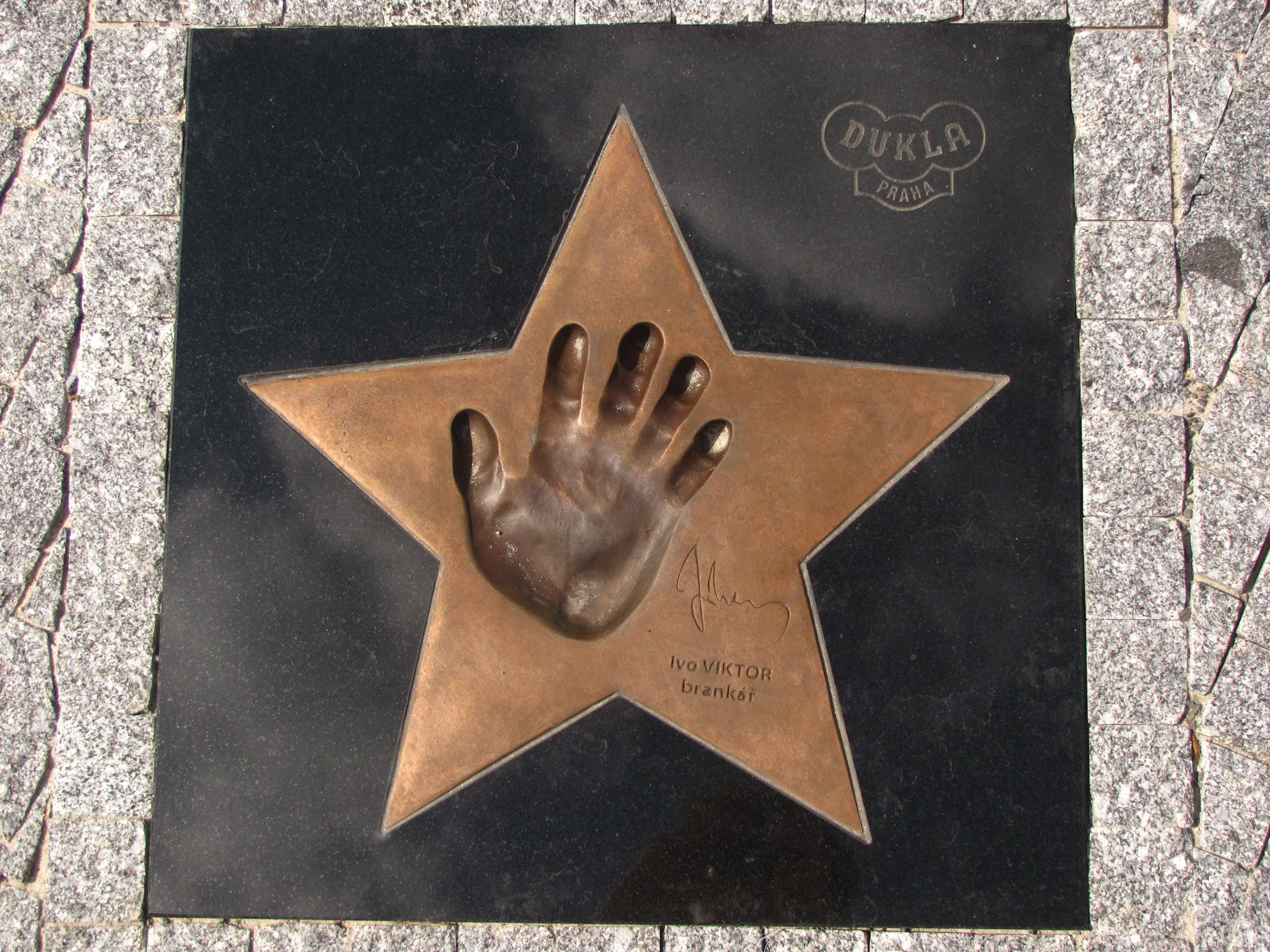
Hvězda slávy v Parku Juliska u stadionu Dukly v Praze 6

Ivo Viktor (* 21. května 1942 Křelov) je bývalý československý fotbalista, dnes již legendární československý fotbalový brankář a současný trenér. V reprezentačním dresu ČSSR odehrál v období let 1966–1977 63 mezistátních zápasů, z toho 17 ve funkci kapitána mužstva. Byl brankářem týmu mistrů Evropy z roku 1976 na turnaji v Bělehradě. Tam byl také zvolen nejlepším brankářem. V anketě Zlatý míč o nejlepšího evropského fotbalistu roku 1976 byl třetí.

## Kariéra

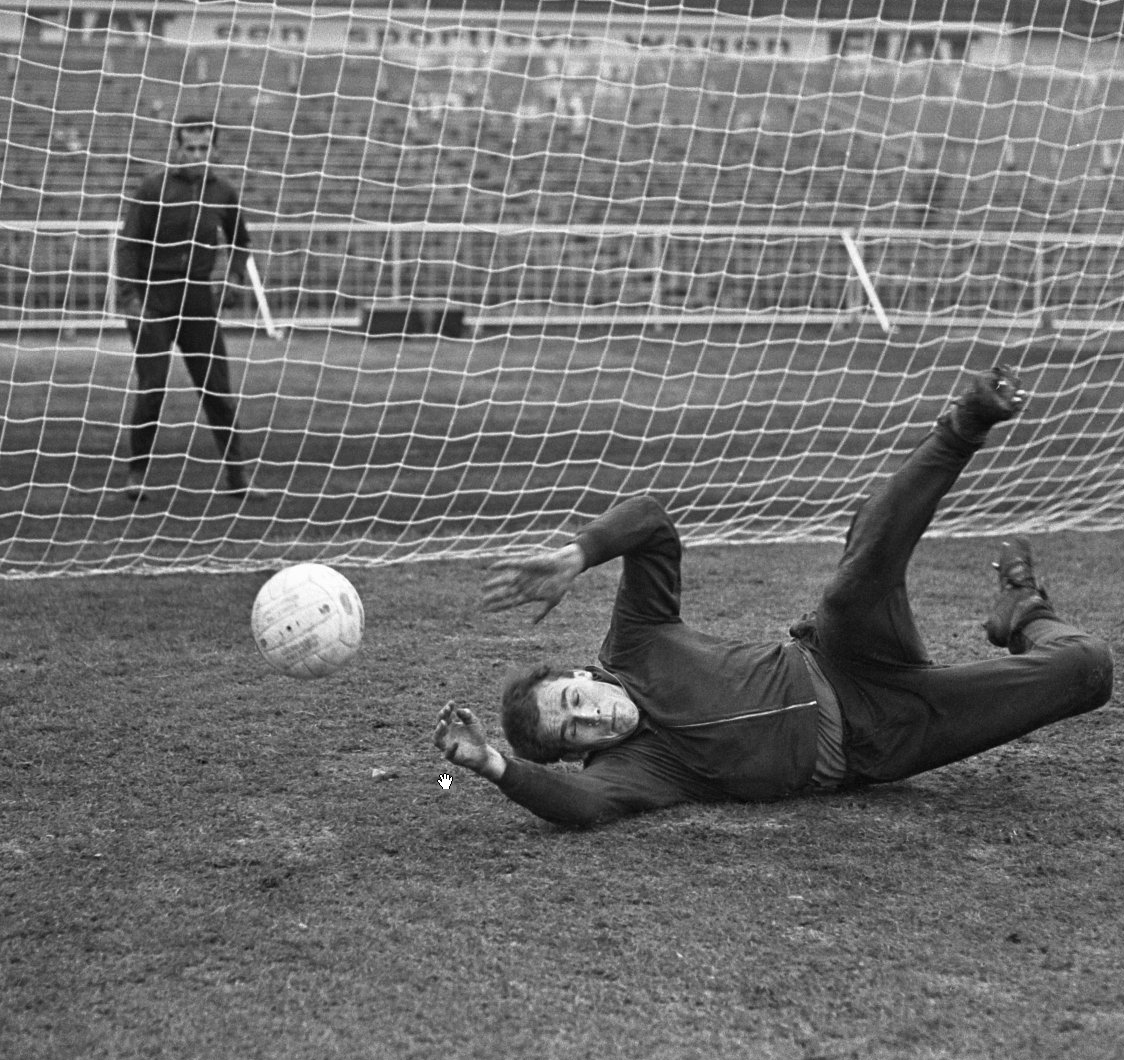
V roce 1966

Fotbal začal hrát závodně v roce 1956 jako čtrnáctiletý ve Spartaku Šternberk. V roce 1960 přestoupil do Železáren Prostějov. O rok později posílil tým Rudé hvězdy Brno. Tento klub byl v následujícím roce sloučen se Spartakem ZJŠ Brno. Od roku 1963 až do ukončení své aktivní hráčské kariéry působil Viktor v Dukle Praha. Celkem odehrál 318 prvoligových utkání. V roce 1966 poprvé startoval za československý národní tým v přátelském zápase proti Brazílii na známém stadionu Maracaná. Zúčastnil se také mistrovství světa 1970 v Mexiku.
S týmem Dukly Praha získal v letech 1964 a 1966 ligový titul a v letech 1965, 1966 a 1969 také Československý pohár. Celkem byl pětkrát (1968, 1972, 1973, 1975 a 1976 zvolen československým fotbalistou roku. V roce 1977 po zdravotních problémech ukončil aktivní hráčskou kariéru. Od té doby se fotbalu věnuje jako trenér. Roku 2009 získal Cenu Václava Jíry.

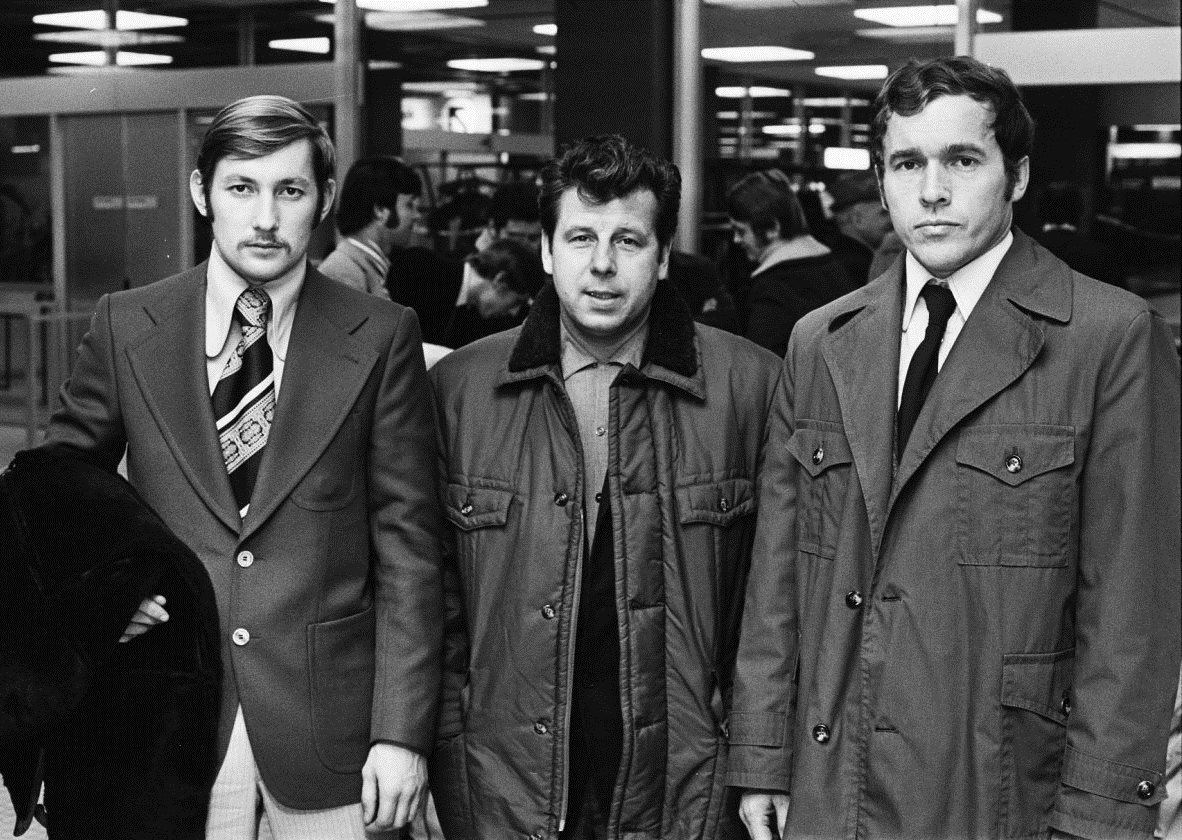
Se Zdeňkem Nehodou a Josefem Masopustem v roce 1974

28. října 2012 mu prezident České republiky Václav Klaus udělil Medaili Za zásluhy.

## Ligová bilance
| Ročník          | Zápasy | Góly | Minuty | Nuly | Klub                |
| --------------- | ------ | ---- | ------ | ---- | ------------------- |
| I. liga 1962/63 | 5      | 0    | 450    | 1    | TJ Spartak ZJŠ Brno |
| I. liga 1963/64 | 2      | 0    | 180    | 1    | AS Dukla Praha      |
| I. liga 1964/65 | 5      | 0    | 381    | 3    | AS Dukla Praha      |
| I. liga 1965/66 | 26     | 0    | 2 340  | 12   | AS Dukla Praha      |
| I. liga 1966/67 | 25     | 0    | 2 250  | 8    | AS Dukla Praha      |
| I. liga 1967/68 | 25     | 0    | 2 250  | 7    | AS Dukla Praha      |
| I. liga 1968/69 | 21     | 0    | 1 890  | 7    | AS Dukla Praha      |
| I. liga 1969/70 | 29     | 0    | 2 565  | 13   | AS Dukla Praha      |
| I. liga 1970/71 | 29     | 0    | 2 610  | 7    | AS Dukla Praha      |
| I. liga 1971/72 | 30     | 0    | 2 700  | 8    | ASVS Dukla Praha    |
| I. liga 1972/73 | 30     | 0    | 2 700  | 12   | ASVS Dukla Praha    |
| I. liga 1973/74 | 30     | 0    | 2 693  | 9    | ASVS Dukla Praha    |
| I. liga 1974/75 | 29     | 0    | 2 595  | 9    | ASVS Dukla Praha    |
| I. liga 1975/76 | 28     | 0    | 2 520  | 9    | ASVS Dukla Praha    |
| I. liga 1976/77 | 4      | 0    | 360    | 1    | ASVS Dukla Praha    |
| CELKEM I. LIGA  | 318    | 0    | 28 484 | 107  |                     |